# Michael Mutzel
Michael Mutzel (Memmingen, 27 settembre 1979) è un dirigente sportivo, allenatore di calcio ed ex calciatore tedesco, di ruolo centrocampista, direttore sportivo dell'Amburgo.

## Palmarès

### Giocatore

#### Competizioni nazionali
- Campionato tedesco di seconda divisione: 1

Karslruhe: 2006-2007

#### Competizioni internazionali
- Coppa Intertoto UEFA: 1

Stoccarda: 2002